# Cymodoce hanseni
Cymodoce hanseni is een pissebed uit de familie Sphaeromatidae. De wetenschappelijke naam van de soort is voor het eerst geldig gepubliceerd in 1972 door Dumay.